# عبد القادر الكتيابي
عبد القادر الكتيابي  أديب سوداني

## عنه
ولد عبد القادر عبد الله الكتيابي في مدينة أمدرمان في أسرة جعلية من قرية الكتياب المعروفة ـ وكان ميلاده في الثامن والعشرين من نوفمبر عام 1954 وهي أسرة عرفت بإرثها العلمي والديني المتمثل في تعليم القران الكريم، و توارث ألوان الأدب المختلفة حيث برز فيها خاله العبقري الراحل التيجاني يوسف بشير وشقيقه الشاعر والمفكر أحمد عبد الله الكتيابي، الذي كان يباشر رعايته الأدبية ـ وابنا عمته الأديبان الشاعران محمد عبد الوهاب القاضي محمود عبد الوهاب القاضي الشاعر الثائر الساخر محمد سعيد الكهربجي وجدتهم الشاعرة البليغة (بت بدري).

## نشأته وتعليمه
ألحق الكتيابي في طفولته حسب تقاليد العائلة بخلوتهم الملاصقة للغرفة التي ولد فيها وهي خلوة جده الشيخ محمد القاضي ـ بأمدرمان حيث حفظ فيها على رواية الدوري من شيخه عمه الفكي العوض علي مصطفى بإشراف كل من والده وجده الشيخ يوسف بشير الإمام ـ ثم ألحقه بعدها خاله محمد علي يوسف بشير بالتعليم الأكاديمي بعد أن تم قبوله بالمعهد العلمي لمواصلة التعليم الديني ـ فاجتاز مراحله الابتدائية والمتوسطة العامة والثانوية العليا بمدارس أمدرمان ثم توفي والده في يوم من أيام جلوسه لامتحانات الشهادة السودانية إلى الجامعة كما توفي بعدها بأشهر جده الشيخ يوسف بشير وقد كان شاعرنا مرتبطا بهما ارتباطا وجدانيا بالغا لذلك فقد كان الأثر عميقا جدا عليه في تلك المرحلة فقطع الدراسة وسجل سرا للالتحاق بالقوات الجوية ـ متدربا جويا ـ حيث قضى فيها سنتين ثم هاجر إلى مصر لاستكمال دراسته قبل فترة قليلة من موعد امتحان الشهادة الأزهرية وأصر على خوضها وقد اجتازها بنجاح وسط دهشة زملائه فتأهل لدخول جامعة الأزهر لدراسة اللغة العربية وعلومها لكنه لم يتمكن من المواصلة لظروف أسرية خاصة ثم عاد ليعمل في التدريس في كل من مدارس أبوروف والإنجيلية وغيرهما من مدارس أمدرمان الأهلية كما عمل في الصحافة والإذاعة بام درمان والقاهرة ـ وكان أثناء ذلك يباشر نشاطه الثقافي والإعلامي من خلال الصحف والبرامج والمنتديات.
هاجر الكتيابي في الخامس والعشرين من مايو 1986 إلى دولة الإمارات بعد عام واحد من انتفاضة رجب أبريل 1985 ـ بعد أن سقطت حكومة مايو التي كان مختلفا مع طروحاتها حيث أدرج في قائمة معارضيها المحظورين مرصودا من أجهزتها منذ عودته من مصر عام 1982.
واصل الكتيابي دراسته الجامعية على نظام الانتساب لا حقا خلال فترة اغترابه. عمل الكتيابي بالإمارات في كل من جريدتي الفجر والاتحاد بأبوظبى وهيئة الإذاعة والتلفزيون في أبوظبي كما تنقل في بعض أعمال القطاع الخاص لفترات قصيرة أثناء ذلك.

## مؤلفاته وجوائزه
هكذا ظل الكتيابي منذ بداياته الأولى محط أنظار أساتذته وأصدقاء الأسرة من الأدباء أمثال محي الدين فارس ومحمد المهدي المجذوب ومحمد عبد القادر كرف ومصطفى سند وغيرهم. وقد سبق له أن أحرز المركز الأول في مسابقة الندوة الأدبية للقصة القصيرة على مستوى القطر 1976 كما أصدر ديوانه الأول (رقصة الهياج) بالقاهرة عام 1982 م ثم (هي عصاي) ديوانه الثاني بإمارة دبي وأصدر بعدهما ديوانه الثالث (قامة الشفق) 1998 م في دبي أيضا وشارك في عدد من المؤتمرات والمهرجانات الأدبية والسمنارات العلمية للمجامع اللغوية والجمعيات والروابط العربية في مجالات الآداب والفنون وقد كانت كل تلك المشاركات استجابات لدعوات شخصية مباشرة من تلك الجهات حيث لم يتم تتح له فرصة تمثيل السودان رسميا بسبب المواقف المتشابهة ضده من أجهزة الدولة خلال فترتي مايو والإنقاذ.
أعد للنشر كتابه (صريف الأقلام) الذي يحتوي على مجموعة من المقالات والبحوث والخواطر المتنوعة ـ وله تحت الطبع ديوان العامية (أغنيات على سفر) وهي مجموعة من قصائده العامية التي تغنى بها بعض أصدقائه وزملائه من الفنانين الأقطاب أمثال الراحل المقيم الأستاذ مصطفى سيد أحمد والموسيقار الدكتور يوسف الموصلي وصديقه الحميم الأستاذ سيف الجامعة والفنانة منال بدرالدين ومن الرواد الفنان هاشم ميرغني والفنان عبد العزيز المبارك - لاحقا- وفرقة سكة سفر وغيرهم ـ كما عرض من أعماله مسرحيا النص التوثيقي التاريخي المتميز ـ (طلع البدر) باسم (تكوينات مسرحية على صراط الجمال).

## روابط خارجية
- الكتيابى نقلا صحيفة الشرق الأوسط